# Anke Borchmann
Anke Borchmann (Neukalen, 23 juni 1954) is een voormalig Oost-Duits roeister.
Borchmann werd in 1975 wereldkampioen in de dubbel-vier-met-stuurvrouw. Een jaar later tijdens de Olympische Zomerspelen 1976 won Borchmann de gouden medaille in de dubbel-vier-met-stuurvrouw. De spelen van 1976 waren de eerste spelen waarbij vrouwen mochten deelnemen aan het roeien. In 1977 werd Borchmann samen met Roswietha Zobelt wereldkampioen in de dubbel-twee.

## Resultaten

### Olympische Zomerspelen
| Jaar | Plaats   | Resultaten                        |
| ---- | -------- | --------------------------------- |
| 1976 | Montreal | in de dubbel-vier-met-stuurvrouw. |

### Wereldkampioenschappen roeien
| Jaar | Plaats     | Resultaten                       |
| ---- | ---------- | -------------------------------- |
| 1975 | Nottingham | in de dubbel-vier-met-stuurvrouw |
| 1977 | Amsterdam  | in de dubbel-twee                |
| 1978 | Cambridge  | 6e in de dubbel-twee             |

1976: Anke Borchmann & Jutta Lau & Viola Poley & Roswietha Zobelt & Liane Weigelt ·
1980: Sybille Reinhardt & Jutta Ploch & Jutta Lau & Roswietha Zobelt & Liane Buhr·
1984: Maricica Țăran & Anișoara Sorohan & Ioana Badea & Sofia Corban & Ecaterina Oancia